# Турн-и-Таксис, Иоганнес
Иоганнес Турн-и-Таксис (Иоганнес Баптиста де Хесус Мария Мигель Фридрих Бонифаций Ламораль; 5 июня 1926, Schloss Höfling, Бавария — 14 декабря 1990, Хадерн) — немецкий бизнесмен, 11-й князь Турн-и-Таксис с 1982 года до своей смерти.

## Биография
Иоганнес родился в семье Карла Августа Турн-и-Таксиса и Марии Анны Браганса. У него было две старших сестры и младший брат.
В 1970-х Иоганнес устраивал авангардные вечеринки и, поскольку он был бисексуалом, его часто видели на гей-дискотеках.
31 мая 1980 года в Регенсбурге 53-летний Иоганнес женился на графине Глории фон Шёнбург-Глаухау, которая была на 34 года его моложе. Они являлись дальними родственниками, их общим предком был Карл Александр, 5-й князь Турн-и-Таксис.
У супругов было трое детей:
- Мария Терезия Людовика Клотильда Хелена Александра (род. 28 ноября 1980), с 2014 года замужем за британским художником Хьюго Уилсоном[10][11], имеют двух дочерей:

- Мафальда Беатриса Мария Уилсон (род. 21 августа 2015)
- Майя Роми Александра Уилсон (род. 22 сентября 2017)

- Элизабет Маргарете Мария Анна Беатриса (род. 24 марта 1982)
- Альберт Мария Ламораль Мигель Йоханнес Габриэль (род. 24 июня 1983), 12-й князь Турн-и-Таксис

В середине 1980-х супруги вели богемный образ жизни и часто становились героями прессы. После смерти отца в 1982 году Иоганнес стал главой семьи Турн-и-Таксис. 14 декабря 1990 года в Мюнхене он умер после двух неудачных пересадок сердца в течение двух дней. Имея долги в размере 500 миллионов долларов США, его вдова была вынуждена упростить свой образ жизни, чтобы справиться с фискальными обязанностями по проверке его имущества и сохранению того, что осталось от состояния её мужа.